# Херцог на Калабрия
Графството Калабрия и по-късното Херцогство Калабрия съществуват – отначало заедно с Апулия – от средата на 11 век.
Гвемар (Ваймар) IV от Салерно е провъзгласен от норманите за херцог на Апулия и Калабрия. Той назначава Вилхелм Желязната ръка, член на фамилията Отвил, за граф на Мелфи.

## Нормански графове на Апулия и Калабрия
- Вилхелм Желязната ръка († 1046), 1043 граф на Апулия
- Дрого, негов брат († 1051), 1046 граф на Апулия
- Хумфред, негов брат († 1057), 1051 граф на Апулия
- Робер Гискар († 1085), негов брат, 1057 граф на Апулия

## Нормански херцози на Апулия
- Робер Гискар, 1058 херцог
- Роджер I Борса (* ок. 1060 – † 1111), негов син, 1085 херцог на Апулия
- Вилхелм II от Апулия (* ок. 1095 – † 1127), негов син, херцог на Апулия 1111 – 1122
- Роджер II (1095 – 1154), граф на Сицилия (1105), херцог на Апулия (1127), крал на Сицилия (1130)
- Роджер III (1118 – 1148), негов син, 1135 херцог на Апулия
  - Райнулф Дренго граф на Алифе (* ок. 1095 – † 1139) херцог на Апулия и Калабрия
- Вилхелм III от Апулия († 1166), брат на Роджер, 1149 херцог на Апулия, 1154 крал на Сицилия
- Роджер IV от Апулия (1152 – 1161), негов син, херцог 1154

Титлата остава след смъртта на Роджер вакантна. По-късно крал Танкред прави най-големия си син херцог:
- Роджер V (* сл. 1170 – † 1193), 1193 херцог на Апулия

## Херцози на Калабрия

### Дом Анжу
- Робер Анжуйски (1278–1343), 1297 херцог
- Карл от Анжу (1298–1328), 1309 херцог
- Андрей Унгарски (1327–1345), херцог, съпруг на кралица Джована I Неаполитанска
- Карл Мартел от Унгария (1345–1348), племенник на Андреас, 1345 херцог

### Млад Дом Анжу
- Луи I от Анжу (1339–1384)
- Луи II от Анжу (1377–1417), 1383 херцог, 1389 крал на Сицилия
- Луи III от Анжу (1403–1434)
- Рене I (1409–1480)
- Йохан от Анжу (1425–1470), 1435 херцог, 1452 херцог на Лотарингия
- Николаус I (1448–1473), херцог на Лотарингия, Бар и Калабрия
- Рене II (1451–1508), херцог на Лотарингия

### Дом Трастамара
- Алфонсо д'Арагона (1448–1495), 1494 крал Алфонсо II от Неапол
- Фердинанд Арагонски (1488–1550), херцог, 3. съпруг на Жермен дьо Фуа, двамата 1526–1537 вицекрал на Валенция, 1537–1550 той сам

### Бурбони
- Фелипе Антонио Инфант на Испания (1747–1777), син на крал Карлос III
- Фердинанд (1751–1825), като Фердинанд IV крал на Неапол, като Фердинанд I крал на двете Сицилии
- Франц (1777–1830), 1825 като Франц I крал на двете Сицилии
- Фердинанд (1810–1859), 1830 като Фердинанд II крал на двете Сицилии
- Франц (1836–1894), 1859–1861 като Франц II крал на двете Сицилии
- Алфонс (1841–1934), негов полубрат, граф на Касерта
- Фердинанд Пиус (1869–1960), негов син
- Алфонсо (1901–1964), негов племенник
- Карло (* 1938), негов син
- Карло (* 1963), иска титлата и воденето на Дом Бурбон-Сицилия за себе си; той е син на Фердинанд Мария, хецог на Кастро (1926-2008), внук на Райнер, хецог на Кастро (1883–1973), петият син на графа на Касерта (в. горе); старата линия се е отказала от трона.